# Invisible Children (organización)
Invisible Children (niños invisibles in inglés) es una organización sin ánimo de lucro de Estados Unidos creada para advertir mediante las redes sociales sobre el Ejército de Resistencia del Señor (LRA, por sus siglas en inglés) y su líder Joseph Kony.

## Relaciones con agrupaciones religiosas
En 2020, un informe de la Deutsche Welle encuentra que grupos religiosos conservadores hicieron aportes de fondos, algo que había desmentido la ONG. El mismo informe relaciona el video viral "Kony 2012" al senador Jim Inhofe e intereses en Uganda.